# 1206
Năm 1206 là một năm trong lịch Julius.

## Sự kiện
- Thiết Mộc Chân thống nhất các bộ tộc Mông Cổ lên ngôi Đại hãn lấy hiệu là Thành Cát Tư Hãn, chính thức khai sinh ra đế chế Mông Cổ hùng mạnh